# زين وليامز
زين وليامز (بالإنجليزية: Zane Williams)‏ هو مغن مؤلف أمريكي، ولد في 1977 في أبيلين في الولايات المتحدة.